# Force Concept Inventory
Le Force Concept Inventory (FCI) est un test mesurant la maîtrise de concepts de base en physique, surtout ceux liés à la force telle que développée par la mécanique newtonienne. Créé en 1985 par Hestenes, Halloun, Wells et Swackhamer, le FCI est le premier test de type concept inventory (en) à avoir vu le jour,,.
Selon Hestenes (1998), « environ 80 % des [étudiants terminant leur cours de physique pré-universitaire] peuvent décrire la troisième loi de Newton au début du cours, mais le FCI montre que seulement 15 % de ceux-ci la comprennent pleinement à la fin, ». Ces résultats ont été reproduits par plusieurs études effectuées sur des étudiants provenant de plusieurs institutions.

## Résultats
Le FCI met en lumière une différence entre les genres, les hommes obtenant en moyenne 10 % de plus que les femmes.